# Thermococcus chitonophagus
A Thermococcus chitonophagus a Thermococcaceae családba tartozó kitinbontó, hipertermofil Archaea faj. Az archeák – ősbaktériumok – egysejtű, sejtmag nélküli prokarióta szervezetek. Egy mélytengeri hidrotermális forrásnál izolálták. Anaerob, kerek vagy enyhén szabálytalan gömb alakú, 1,2-2,5 μm átmérőjű és a nyalábban elhelyezkedő ostoraival mozog.